# Demokratiska förbundet för Finlands folk

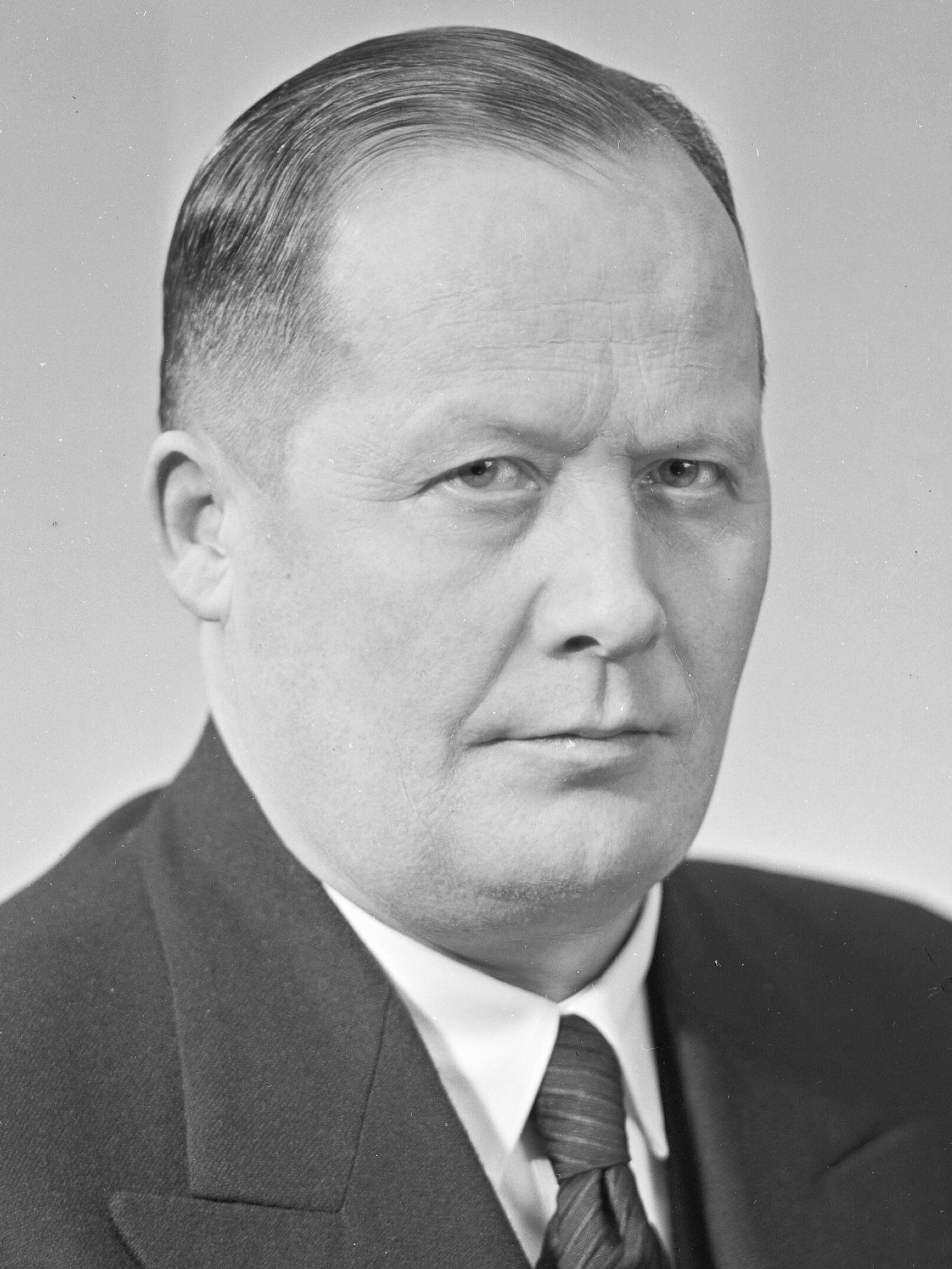
Folkdemokraten Mauno Pekkala var statsminister 1946-1948.

Demokratiska förbundet för Finlands folk (finska: Suomen kansan demokraattinen liitto, SKDL), även känt som Folkdemokraterna (Kansandemokraatit), var ett politiskt samarbetsorgan som grundades i november 1944 av Finlands kommunistiska parti (FKP) och vissa vänstersocialdemokrater. Medlemsorganisationer var utom kommunistpartiet Finlands demokratiska kvinnoförbund, Finlands demokratiska ungdomsförbund och Förbundet för socialistiska studerande (FSS, Sosialistinen opiskelijaliitto, SOL), grundat 1965. 

## Organisation och historik
Bildandet av denna samlingsorganisation låg i linje med kommunisternas "folkdemokratiska" strategi i de sovjetockuperade länderna i Kontinentaleuropa: att tvinga in socialdemokraterna och samarbetsvilliga borgerliga krafter under det kommunistiska paraplyet och därefter beröva dem all makt. I Finland lyckades denna strategi av olika skäl inte, främst socialdemokraternas avvisande attityd till ett intimt samarbete. På sovjetiskt håll förutsatte man att kommunistpartiet skulle inneha kontrollen över samarbetsorganisationen, vars företrädare kallades folkdemokrater. Detta var även ständigt fallet, men fullständigt monolitisk var rörelsen inte: där fanns även en vänstersocialistisk gruppering som för det mesta tolererades av kommunisterna. Ordföranden för DFFF var oftast en socialist, medan generalsekreteraren var kommunist. Folkdemokraterna hade vid sidan av socialdemokraterna en stark aktivitet inom fackföreningarna och andra arbetarorganisationer samt bland annat en egen press, förlag och tryckerier. 
DFFF vann stora framgångar vid riksdagsvalet 1945 och intog sedan en dominerande ställning i Finlands politiska liv fram till 1948, då det gick kraftigt tillbaka i riksdagsvalet och förlorade sin representation i landets regering, där det hade varit statsministerparti sedan 1946. Folkdemokraterna, som 1958–1962 utgjorde den största politiska grupperingen i Finlands riksdag, åtnjöt ett stabilt väljarunderstöd med röstandelar på inemot 20% i riksdagsvalen fram till mitten av 1970-talet, varefter väljarstödet halverades under de följande femton åren. 
Efter närmare två decennier i oppositionen återkom folkdemokraterna i regeringsställning 1966 vid bildandet av den så kallade folkfrontsregeringen (regeringen Paasio I), en vänster-center-koalition under socialdemokratisk ledning. DFFF var även under 1970-talet representerat i ministärer av denna typ, vilket var ett led i Urho Kekkonens strävanden att integrera folkdemokraterna i det finländska samhället och därmed försvåra all subversiv verksamhet från deras sida. Sista gången folkdemokrater satt i regeringen var 1982–1983, varefter rörelsen förlamades av den interna konflikten inom kommunistpartiet. DFFF upplöstes 1990, varefter både dess och FKP:s verksamhet fortsattes av det nybildade Vänsterförbundet.

## Valresultat

### Finlands riksdag
| År   | Mandat   | Röster  | Procent |
| ---- | -------- | ------- | ------- |
| 1945 | 49 / 200 | 398 618 | 23,47%  |
| 1948 | 38 / 200 | 375 538 | 19,98%  |
| 1951 | 43 / 200 | 391 134 | 21,58%  |
| 1954 | 43 / 200 | 433 251 | 21,57%  |
| 1958 | 50 / 200 | 450 220 | 23,16%  |
| 1962 | 47 / 200 | 506 829 | 22,02%  |
| 1966 | 41 / 200 | 502 374 | 21,20%  |
| 1970 | 36 / 200 | 420 556 | 16,58%  |
| 1972 | 37 / 200 | 438 757 | 17,02%  |
| 1975 | 40 / 200 | 519 483 | 18,89%  |
| 1979 | 35 / 200 | 518 045 | 17,90%  |
| 1983 | 27 / 200 | 400 930 | 13,46%  |
| 1987 | 16 / 200 | 270 433 | 9,39%   |

### Presidentval
| År   | Kandidat                                      | Röster  | Procent | Mandat |
| ---- | --------------------------------------------- | ------- | ------- | ------ |
| 1950 | Mauno Pekkala                                 | 338 035 | 21,4 %  | 67     |
| 1956 | Eino Kilpi                                    | 354 575 | 18,7 %  | 56     |
| 1962 | Paavo Aitio                                   | 451 750 | 20,5 %  | 63     |
| 1968 | Förbundet ställde sig bakom Urho Kekkonen (C) |         |         |        |
| 1978 | Förbundet ställde sig bakom Urho Kekkonen (C) |         |         |        |
| 1982 | Kalevi Kivistö                                | 348 359 | 11,0 %  | 32     |
| 1988 | Kalevi Kivistö                                | 330 072 | 10,67 % | 26     |

### Kommunalval
| Val  | Andel (%) | Antal platser  | Ref   |
| ---- | --------- | -------------- | ----- |
| 1960 | 22 %      | 2 410 / 12 408 | [ 1 ] |
| 1964 | 22 %      | 2 417 / 12 325 | [ 1 ] |
| 1968 | 16,9 %    | 1 770 / 11 856 | [ 2 ] |
| 1972 | 17,5 %    | 1 691 / 11 191 | [ 3 ] |
| 1976 | 18,5 %    | 2 050 / 12 739 | [ 4 ] |
| 1980 | 16,6 %    | 1 835 / 12 777 | [ 4 ] |
| 1984 | 13,1 %    | 1 482 / 12 881 | [ 4 ] |
| 1988 | 10,3 %    | 1 209 / 12 622 | [ 5 ] |

## Partiledare
- K. H. Wiik (1944)
- Cay Sundström (1944-1946)
- J.W. Keto (1946-1947)
- Kusti Kulo (1948-1966)
- Ele Alenius (1966-1979)
- Kalevi Kivistö (1979-1985)
- Esko Helle (1985-1988)
- Reijo Käkelä (1988-1990)